# Карія (уділ)

Мон роду Мідзуно

34°59′19″ пн. ш. 136°59′00″ сх. д. / 34.98861111° пн. ш. 136.98344444° сх. д.
Ка́рійський уділ (яп. 刈谷藩, かりやはん) — уділ в Японії, у провінції Мікава, з центром у місті Карія.

## Короткі відомості
- Адміністративний центр: містечко Карія.

- Дохід: 23.000 коку.

- Управлявся родами Мідзуно, Мацудара, Інаґакі, Дой, що належали до фудай і мав статус володаря замку (城主). Голови родів мали право бути присутніми у імперській залі сьоґуна.

- Ліквідований 1871 року.